# Muhammed Yeter
Muhammed Yasin Yeter (ur. 20 kwietnia 1995) – niemiecki zapaśnik walczący w stylu klasycznym. Ósmy w Pucharze Świata w 2016. Wicemistrz Europy kadetów w 2008 roku.
Mistrz Niemiec w 2016 roku.